# Konini
Konini est une banlieue de l’ouest de la cité d’Auckland, située dans l’Île du Nord de la Nouvelle-Zélande.

## Situation
Konini est entouré par un bush luxuriant à l’extrémité ouest et d’une rue de banlieue tranquille à l’est.

## Gouvernance
La banlieue est sous la gouvernance locale du Conseil d'Auckland. 

## Population
Selon le  recensement de 2001 en Nouvelle-Zélande, Konini a une population de 3 522 habitants.

## Éducation
L’école primaire est un élément proéminent du paysage, le long de ‘Konini Road’ elle-même; une longue rue en mauvais état, qui va de la banlieue de Glen Eden jusqu’à la chaîne de Waitakere et la forêt humide native. 
Les écoles publiques secondaires locales sont collège de Kelston (en) et collège de Kelston pour filles (en).